# Carbonilo de vanadio

El carbonilo de vanadio, también conocido como hexacarbonilo de vanadio, es un compuesto inorgánico con la fórmula V(CO)6. Es altamente reactivo y es notable desde perspectivas teóricas y académicas. Se trata de un raro carbonilo metálico que es paramagnético. La mayoría de los carbonilos metálicos con la fórmula Mx(CO)y siguen la regla de los 18 electrones, mientras que V(CO)6 tiene 17 electrones de valencia.

## Síntesis
Tradicionalmente V(CO)6 se prepara en dos pasos a través de la intermediación de [V(CO)6]−. En el primer paso, VCl3 se reduce con sodio metálico bajo CO 200 atm a 160 °C. El disolvente para esta reducción es típicamente diglima, CH3OCH2CH2OCH2CH2OCH3. Este tri éter solubiliza las sales de sodio, similar al comportamiento de un éter corona:
4 Na  +  VCl3  +  6 CO  + 2 diglyme  →  [Na(diglyme)2][V(CO)6]  +  3 NaCl
El anión resultante se oxida con ácido:
2 [V(CO)6]-  +  H3PO4  →  2 V(CO)6  +  H2  +  2 H2PO4-
Una síntesis mejorada de baja presión se ha desarrollado.

## Reacciones
La reacción más característica del V(CO)6 es un material térmicamente sensible. Su reacción principal es la reducción del monoanión [V(CO)6]-, sales que están bien estudiadas. También es sensible a la sustitución por ligandos de fosfina terciaria, a menudo conduce a la dismutación.
El V(CO)6 reacciona con fuentes de anión ciclopentadienilo para dar el complejo de color naranja ((C5H5)V(CO)4 (m.p. 136 °C). Como muchos compuestos organometálicos de carga neutra es volátil. En la preparación original C5H5HgCl se empleó como fuente deC5H5.

## Estructura
El V(CO)6 adopta una geometría de coordinación octaédrica. La cristalografía de rayos X de alta resolución indica que la molécula está ligeramente distorsionada con dos (trans) VC distancias más cortas de 1,993 (2) frente a cuatro (ecuatoriales) 2,005 (2) Å. Tal distorsión podría ser debido al efecto Jahn-Teller.

## Otras lecturas
- Original síntesis: Calderazzo, F.; Ercoli, R., "Síntesis de V (CO) 6 y hexacarbonilo Vanadatos" Chimica e l'Industria de 1962, volumen 44, 990-6.

- Datos: Q419078
- Multimedia: Vanadium hexacarbonyl / Q419078